# Ludovicus Finsonius

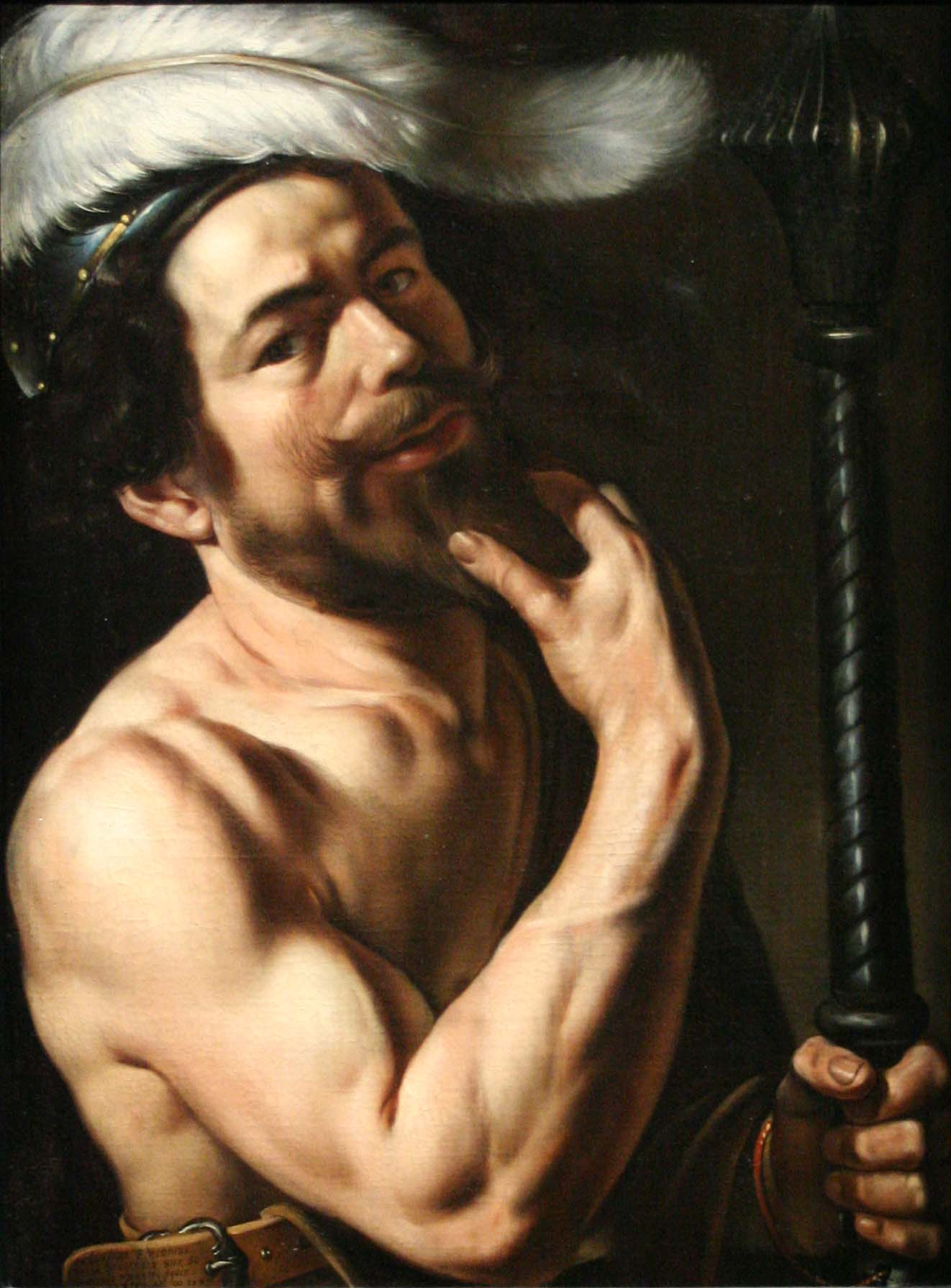
Autorretrato, 1613. Óleo sobre lienzo, 80,2 x 59,3 cm. Musée des Beaux-Arts de Marseille.

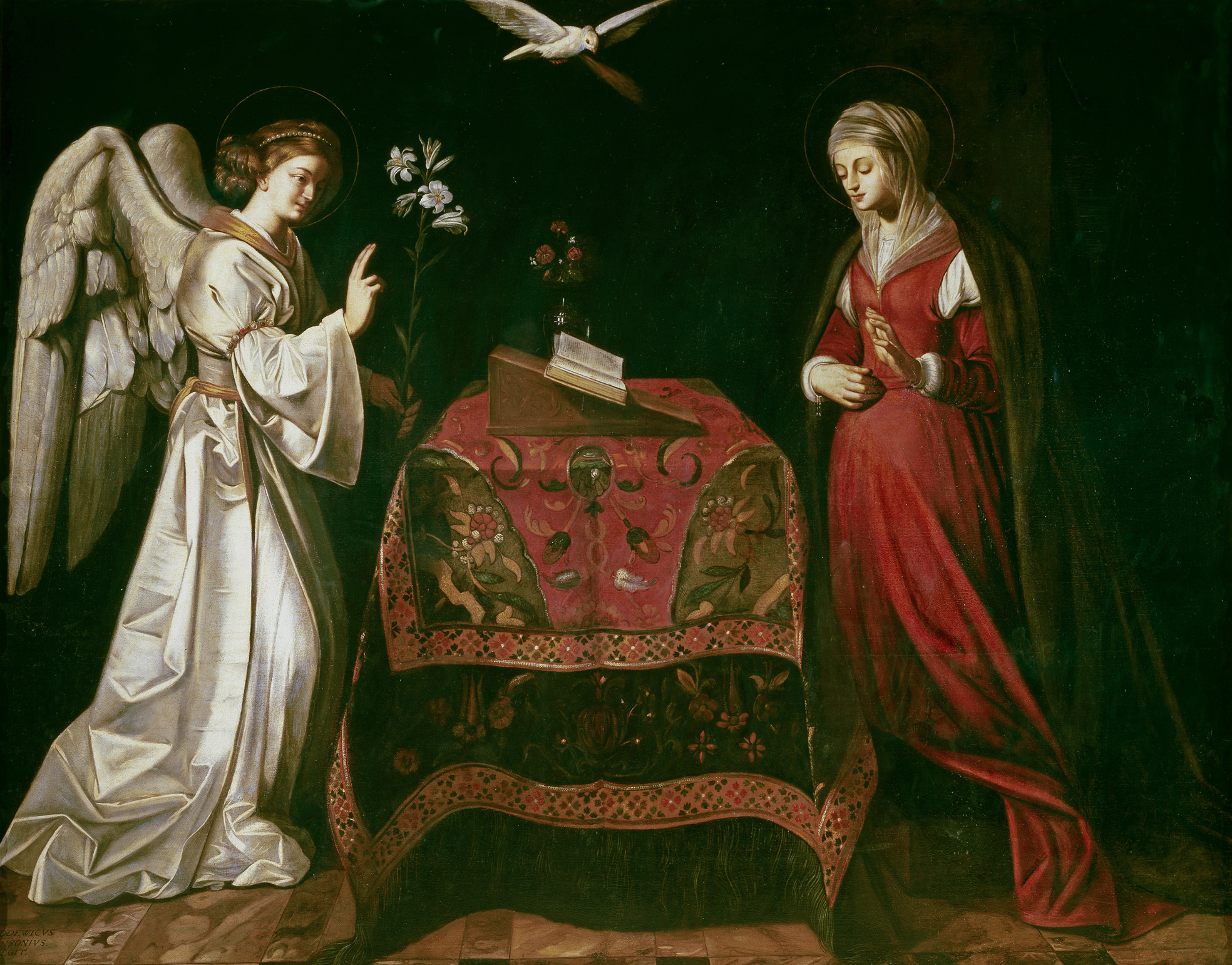
Anunciación, óleo sobre lienzo, 173 x 218 cm, Madrid, Museo del Prado.

Ludovicus Finsonius, afrancesado Louis Finson, (Brujas, antes de 1580/1585–Ámsterdam, 1617) fue un pintor barroco flamenco.
Formado inicialmente en su ciudad natal y con su padre, Jacob Finson, pintor manierista, hacia mediados de la década de 1600 se trasladó a Italia donde entró en contacto con los ambientes caravaggistas. En Nápoles, donde residió hasta 1613, es posible que llegase a conocer personalmente a Caravaggio, según afirmaba el anticuario francés Nicolas-Claude Fabri de Peiresc, que en carta fechada en 1614 decía de Finsonius, con quien se encontró en Aix-en-Provence, que «Il a toute la maniere de Michel Angelo Caravaggio et s’est nourry longtemps avec luy» (tiene toda la manera de Miguel Ángel Caravaggio y se ha nutrido durante mucho tiempo con él).
A comienzos de 1613 se trasladó a Marsella, donde pintó la Resurrección de Lázaro para la familia de Pierre Libertat, ahora en la iglesia de Château-Gombert. Pasó luego a Aix-en-Provence, donde pintó la Incredulidad de Santo Tomás para su catedral, y a Arlés donde se encontraba en marzo de 1614 con la esperanza de recibir un encargo importante con destino a la catedral de San Trófimo. Aquí pintó una Adoración de los Magos y el Martirio de San Esteban, conservados in situ. En junio dejó Arlés para viajar por diversas ciudades francesas, llegando a París. En 1616 se instaló en Ámsterdam donde cayó enfermo y redactó su testamento el 19 de septiembre de 1617. En él declaraba estar en posesión de dos obras de Caravaggio, en copropiedad con Abraham Vinck: La Virgen del Rosario ahora en el Kunsthistorisches Museum de Viena y Judith y Holofernes, en paradero desconocido.
No exento de recuerdos manieristas, como se aprecia en el alargamiento de las figuras de la Anunciación del Museo del Prado, o en la más célebre del Museo di Capodimonte de Nápoles, fechada en 1612, el temprano caravaggismo de los grandes retablos y obras devocionales de Finsonius influyó sobre todo en la Provenza y el sureste francés, y pasó desapercibido para sus compatriotas flamencos contemporáneos.